# 迈克尔·T·弗林
迈克尔·托马斯·“麥克”·弗林（Michael Thomas "Mike" Flynn，1958年12月24日—）是美國的一位退役軍人，曾任美國陸軍中將、美國國防情報局局長、國家安全顧問。

## 國防情報局長
2012年7月24日至2014年8月2日，擔任美國國防情報局局長。

## 2016年唐納·川普競選總統
2016年唐納·川普競選美國總統期間，他擔任川普的競選軍事顧問，並且在2016年共和黨全國大會上發表演說。
一度有消息指弗林將是川普的競選搭檔，但川普最終選擇印第安納州長麥克·彭斯出任他的副總統參選人。

## 總統國家安全事務助理
2016年11月18日，特朗普提名弗林为總統國家安全事務助理，此職無需參議院行使同意權確認任命，並於2017年1月20日正式就任。
2017年2月13日，迈克尔·弗林因涉嫌在特朗普就任總統之前與俄羅斯的外交人員秘密接觸，違反了平民不得接觸外交機密的規例，使他辞去了美国总统国家安全事务助理的職位，在任僅24日，是歷來任期最短的美国总统国家安全事务助理。
2020年11月26日，川普特赦了涉入通俄案的弗林。

## 外部連結
- C-SPAN內的頁面（英文）
- 特朗普幕僚称中朝是激进伊斯兰主义盟友 （页面存档备份，存于）

| 政府职务           | 政府职务                                | 政府职务                |
| ------------------ | --------------------------------------- | ----------------------- |
| 前任： 勞勃·伯吉斯 | 美國國防情報局局長 2012年7月－2014年8月 | 繼任： 大衛·謝德 代理   |
| 前任： 蘇珊·賴斯   | 美國國家安全顧問 2017年1月－2017年2月   | 繼任： 基思·凱洛格 代理 |